# Soldaat Ketting Olivierkazerne
De Soldaat Ketting Olivierkazerne is een kazerne van de Nederlandse Krijgsmacht aan het Zeisterspoor in Soesterberg welke is vernoemd naar Soldaat Johan Frans Ketting Olivier. De kazerne is gelegen tussen Soesterberg en Leusden samen met de Du Moulinkazerne, Kamp Soesterberg en de Sergeant-Majoor Scheickkazerne.
Op de kazerne zijn in 2018 de School Materiële- en Personele Logistiek, en de School Techniek en Onderhoud van het Opleidings- en Trainingscentrum Logistiek gevestigd.

## Geschiedenis
In 1942 bouwde het Nationalsozialistisches Kraftfahrkorps, een onderdeel van de NSDAP, voertuigloodsen op complexen in Soesterberg, zo ook op het kazernecomplex Zeisterspoor. Na de Tweede Wereldoorlog werd het complex gebruikt voor de opslag van goederen en maakte 135 Herstelcompagnie gebruik van de kazerne. In juni 1992 wordt het kazernecomplex Zeisterspoor hernoemd naar Soldaat Ketting Olivierkazerne, wat de eerste keer was dat een kazerne naar een soldaat werd vernoemd.

## Galerij

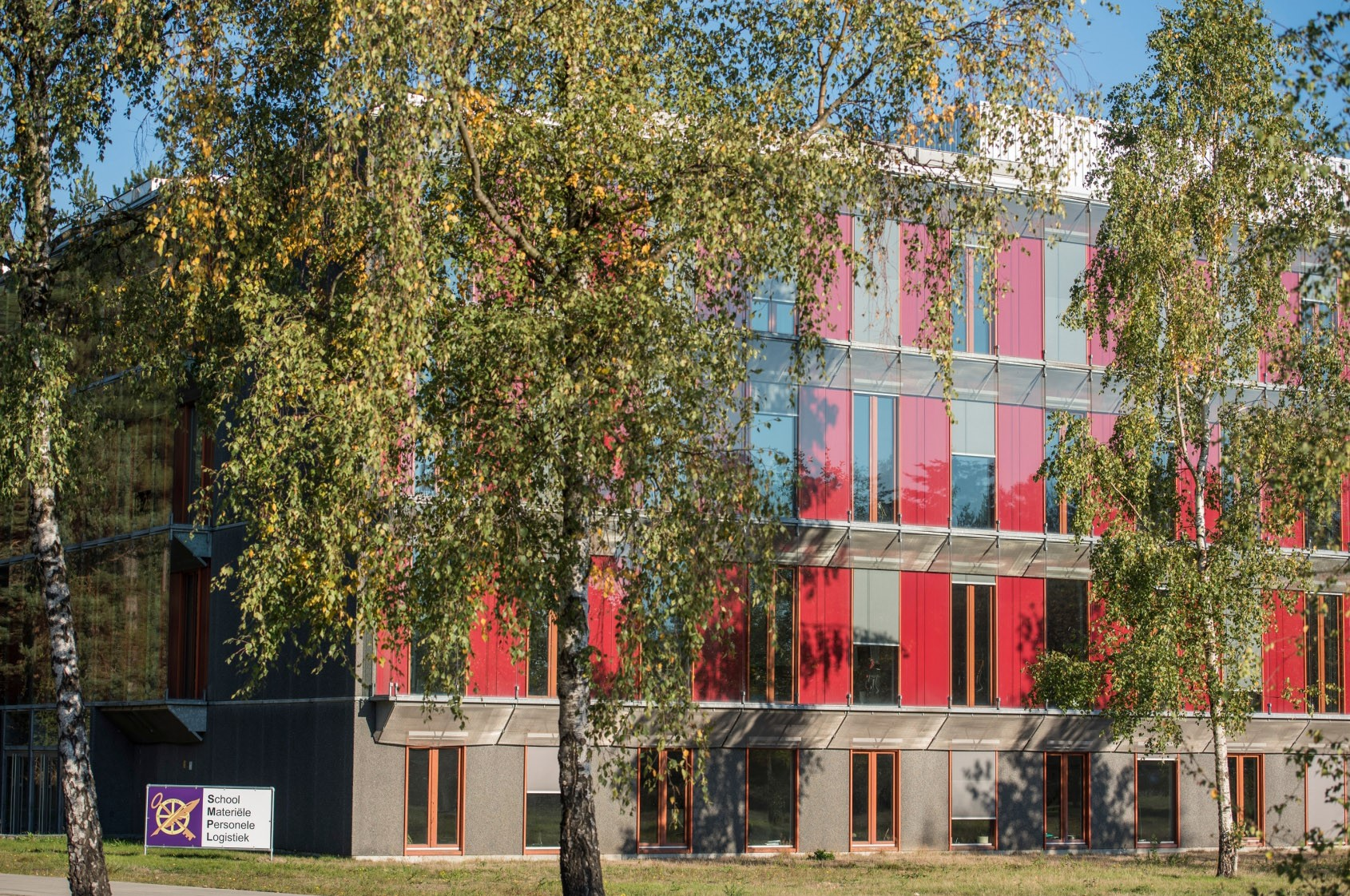
Het gebouw van de School Materiele- en Personele Logistiek op de kazerne.
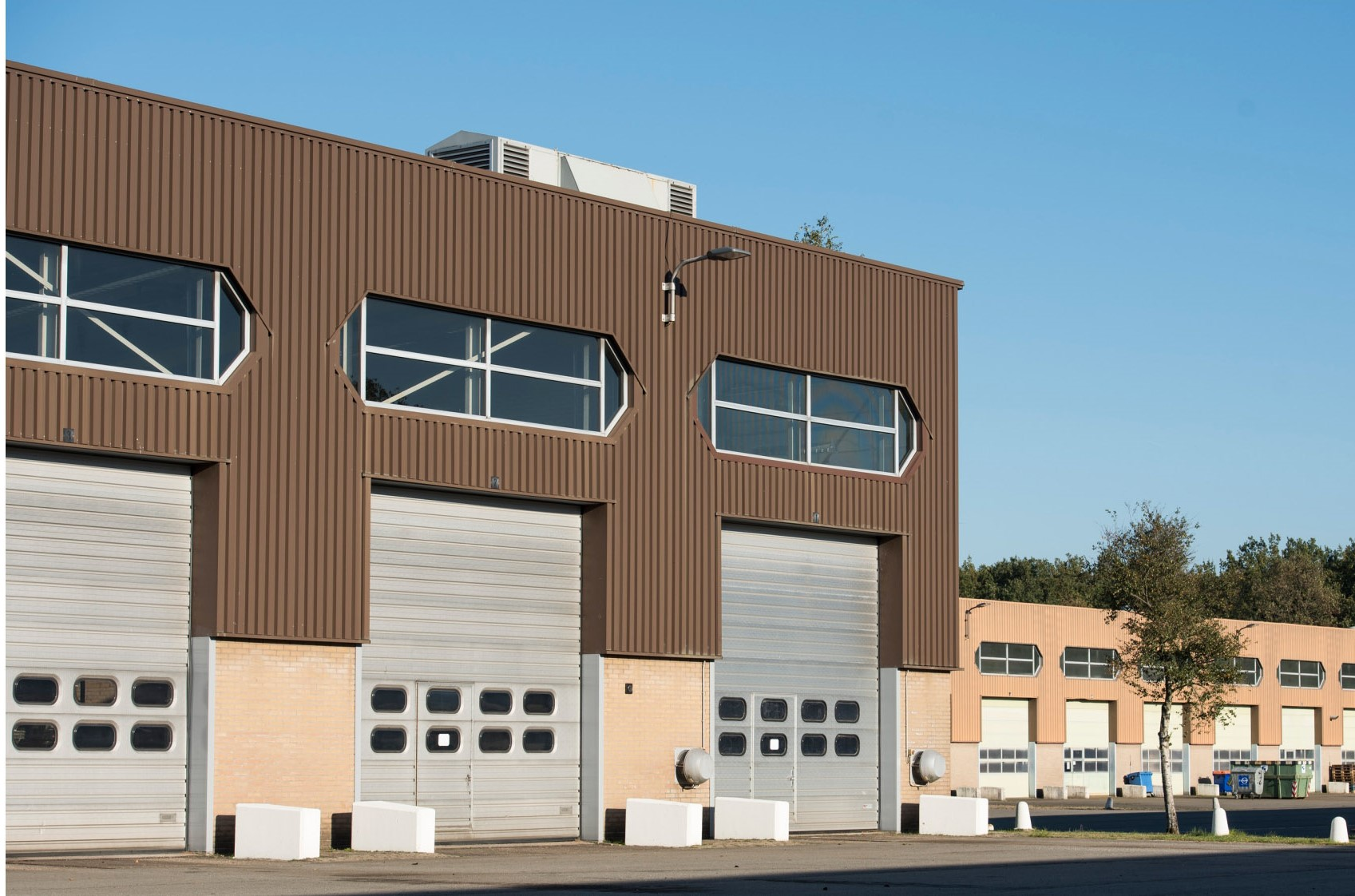
Onder de gebouwen op de kazerne bevinden zich ook loodsen voor voertuigen.